# Net Operating Profit Less Adjusted Taxes
Der Net Operating Profit Less Adjusted Taxes (NOPLAT; zu Deutsch Geschäftsergebnis abzüglich angepasster Steuern; auch als Earnings Before Interest, EBI bezeichnet) ist eine betriebswirtschaftliche Kennzahl, die den um die gezahlten Steuern bereinigten operativen Gewinn bezeichnet.

## Hintergründe
Der NOPLAT ist sehr ähnlich dem Net operating profit after taxes (NOPAT), der den um fiktive Steuern bereinigten operativen Gewinn eines Unternehmens bezeichnet. Sofern keine Fremdkapitalkosten vorliegen, sind beide Kennzahlen gleich. Da auf Fremdkapitalkosten jedoch keine Steuern zu zahlen sind, sind die gezahlten Steuern geringer als die fiktiv errechneten.

### Berechnung
NOPLAT = EBIT - (Adaptierte) Steuern auf das operative Ergebnis